# REDLINE
『REDLINE』（レッドライン）は、マッドハウス制作による日本の長編アニメーション映画。2010年10月9日に公開された。
キャッチコピーは「限界を超えろ」。

## 概要
本作は、『パプリカ』『時をかける少女』『サマーウォーズ』などで知られるマッドハウス制作のSFカーアクション劇場アニメ。エアカーが走る遠い未来を舞台に、宇宙最速の座をかけて繰り広げられる、カーレーサーたちのルール無用のバトルを描いた2Dアニメーション作品。トップクリエイターたちが集結し、製作期間7年、手描き作画10万枚を費やしてスタイリッシュで個性的なアニメーションに仕上げた。
監督はアニメーターの小池健、原作・脚本は実写作品も数多く手がける石井克人が担当した。小池にとってはこれが初の長編アニメーション作品となる。『鮫肌男と桃尻女』『茶の味』などの独特の世界観が評価され、その才能に惚れ込んだクエンティン・タランティーノの『キル・ビルVol.1』ではアニメパートの演出を担当した石井による原作を、『アニマトリックス ワールド・レコード』などで知られ、その日本人離れしたビジュアルセンスから海外での評価も高い小池が手描き作画にこだわって映画化した。脚本は、石井が『新世紀エヴァンゲリオン』の榎戸洋司、『攻殻機動隊 STAND ALONE COMPLEX』の櫻井圭記と共同執筆している。石井はそのほか、音響監督も務めている。小池は作画監督や絵コンテ・演出、デザインなども手掛けた。
声優には主演に木村拓哉を迎え、蒼井優、浅野忠信、我修院達也、津田寛治など実写の俳優陣が参加している。キャスティングは、主に実写映画を活動の場とする俳優を中心に脇をアニメーション声優で固めるという実写もアニメも手掛ける石井ならではのバランスの取れた配役となっている。
国内外合わせて40以上の映画祭で上映され、高い評価を得た。2009年開催の第62回ロカルノ国際映画祭においてワールドプレミアが行われ、ヨーロッパ最大の巨大スクリーン「ピアッツァグランデ」で1万人の観客に向けて公開された。フランス・ナントのSFフェスティバル、ユートピアルでは観客賞を受賞した。2010年6月開催のアヌシー国際アニメーション映画祭では、マッドハウスが公式コンペティション作品『サマーウォーズ』とともにアウト・オブ・コンペティションとして出品した『マイマイ新子と千年の魔法』、『よなよなペンギン』とともに上映された。
2021年には公開から10周年を記念して、2月26日から全国でリバイバル上映が行われた。

## ストーリー
「REDLINE」。それはタイヤのついた地上車両が時代遅れになったにもかかわらず五年に一度開かれる、勝利のために武器搭載も許された、銀河最速を決めるカーレース。
巨大なリーゼントでクールに決めるものの超シャイな純情男、JPは武器を持たず速さだけで勝つことに拘っていた。相棒のメカニックフリスビーはJPの夢を知りつつも八百長レースのために爆弾を仕掛け、敗退させなければならなかったが、それでもJPは走り続ける。
そんな中、アンタッチャブルの独裁国家「史上最悪のロボワールド」がレッドラインの開催地に決定された。出場棄権が続出し、視聴者投票によって、敗退したJPもレッドラインへの参加権を手に入れる……。

## キャラクター
JP - 木村拓哉
本名、ジョシュア・パンクヘッド。どでかいリーゼントに皮ジャンと尖り耳が特徴。いっさい武装を搭載しないためすごく優しい男のニックネームで呼ばれる。イエローライン最終レースでリタイアしたが、視聴者投票でレッドライン出場が決まった。マシンはトランザム20000改WR。
JPの友人でメカニックであるフリスビーとイヌキ組長は、八百長によりJPがレースに優勝しないよう爆弾を仕掛ける。しかし、それを知りながらも相棒のフリスビーと共に少年時代からの憧れだったレーサーとして、JPは誇りを賭けながら走り続ける。
フリスビー - 浅野忠信
JPのメカニック。JPのマシンを調達するために借金を重ね、その返済のため不本意ながらJPを巻き込んだ八百長レースを行っている。
もぐらオヤジ - 青野武
ジャンク屋を生業としており、JPとフリスビーのチームメイト。孤児だった二人の親父代わり。JPの命を引き換えにしてまでヤクザと取り引きをする現在のフリスビーを「人でなし」と呼んでいる。
イヌキ組長 - チョー
フリスビーが借金をしたヤクザの組長。フリスビーを脅迫してJPのマシンに爆弾を仕掛け、八百長レースを行わせている。
ソノシー・マクラーレン - 蒼井優
海洋族・人魚系、ジャンク屋生まれ。イエローライン最終戦優勝者。レーサーだった父親を追いかけてレッドラインに挑む。マシンはクラブソノシー。父親がくれた、爆走求めるジャンキーなレーサーにとって欠かせない危険度MAX宇宙最加速倍増の青い宝石スチームライトの結晶の付いたペンダントを肌身離さず、エンジンなどの材料にしない。レースでのニックネームは「チェリーボーイハンター」。
リンチマン - 我修院達也
所属不明のヒールヒーロー。賞金稼ぎとしての活動を動画ソフトとして販売している。レッドライン運営委員会からの依頼でロボワールドに潜入した。マシンはリンチカー。
ジョニーボーヤ - 岡田義徳
カネダ族・雑種。リンチマンに憧れて弟子になる。決め台詞は「お漏らしすんなよ！」。マシンはリンチカー。
トラヴァ - 津田寛治
アニスタ族・雑種。スピードマスターのメインパイロット。小池健監督作品の「TRAVA」での主役。また「TRAVA」の時代設定は本作の10年後である。
シンカイ - 森下能幸
海洋族・雑種。スピードマスターのサブパイロット。同様に「TRAVA」でもトラヴァの相棒を務める。10年後も彼女はできていない。
ボイボイ - 阪井あかね
スーパーグラス族・族長直系。スーパーアイドル「スーパーボインズ」の姉妹コンビ。マシンはボインカー。
ボスボス - AKEMI
スーパーグラス族・族長直系。スーパーアイドル「スーパーボインズ」の姉妹コンビ。マシンはボインカー。
三木 - 三木俊一郎
人工惑星・地球島から来た31歳童貞コンビ。宇宙的億万長者。ゴリライダーに逮捕されたことで出場取り消しとなったが、JP同様に視聴者投票で選出された。試合前のインタビューではゴリライダーに恨みを持っていることもあり、彼に対して放送禁止用語を交えた暴言を喚き散らしていた。マシンはセミマル。
轟木 - 轟木一騎
人工惑星・地球島から来た31歳童貞コンビ。宇宙的億万長者。ゴリライダーに逮捕されたことで出場取り消しとなったが、JP同様に視聴者投票で選出された。マシンはセミマル。
ハメシュ・フリーニ（ゴリライダー） - 郷里大輔
賢猿族。3回連続出演の常連。違反常習者の三木と轟木を目の敵にしており、レース中に彼らの逮捕を目指す。副官との不倫疑惑がある。マシンはゴリラタンク。
マシンヘッド鉄仁 - 石井康嗣
海洋族・人魚系、マシン一体型レーサー。４大会連続で優勝を飾り、２０年間レッドラインのチャンピオンとして身体満身ごとレースカーとマシン一体化（俗に言うならば、サイボーグ化）で、終盤ソノシーのペンダントと同じ小型スチームライトを口に加速装置として入れるまで改造し、君臨している。マシンはゴッドウィング。
ロボワールド大統領 - 廣田行生
ロボワールドを支配する独裁者。国家機密漏洩を恐れてレッドラインの妨害を指示する。
ボルトン大佐 - 石塚運昇
ロボワールド軍のトップに立つ防衛大臣。銀河で恐れられる地獄のボルトン部隊を指揮する。
デイズナ兄
ボルトン軍団カラスジェット小隊長。編隊を率いてスーパーボインズを襲撃する。
デイズナ弟 - 三宅健太
ボルトン軍団サンドバイカー小隊長。かつて同じ部隊だったトラヴァとシンカイが自分を残して除隊したことを恨み、任務そっちのけで彼らを追跡する。喧嘩の殴り合いになると、すぐ興奮し、泣くと滅茶苦茶物凄く強くなりやすい。
サボーズ博士
ボルトン軍団モーターボディ小隊長。南部地区のレッドレーサーを掃討する。
タイタン国防長官 - 堀内賢雄
秘密兵器「三点分解砲」をもってレッドレーサー殲滅を目論む。

## 登場メカ
トランザム20000改WR（クラシックカータイプ）
ボンネットからスーパーチャージャーのようなものが飛び出ているなど、いわゆる｢マッスルカー｣的な往年のアメ車を彷彿とさせるデザインとなっている。
馬力 - 3万5000馬力 / 最高速度 - 450km/h / 加速装置使用時 - 777km/h
装備武装 - 無し
クラブソノシー（ホバークラフト）
馬力 - 2万1000馬力 / 最高速度 - 488km/h / 加速装置使用時 - 560km/h
装備武装 - 水中ミサイル×2、スライド式マシンガン×2
ゴッドウィング
馬力 - 11万5000馬力 / 最高速度 - 610km/h / 加速装置使用時 - マッハ1.0
装備武装 - M999えい光弾機銃×2
リンチカー
馬力 - 3万1000馬力 / 最高速度 - 590km/h / 加速装置使用時 - 628km/h
装備武装 - メイン砲、フロント機銃×2、センサーミサイル×2、アームチェーン
ボインカー（変形機能搭載）
馬力 - 4万2000馬力 / 最高速度 - 528km/h / 加速装置使用時 - 757km/h
装備武装 - フィンガーショットガン×10
セミマル（多脚機）
馬力 - 6万馬力 / 最高速度 - 452km/h / 加速装置使用時 - 599km/h
装備武装 - 蝉丸クロー、ライデン砲
ゴリラタンク（武装パトカー）
馬力 - 7万8000馬力 / 最高速度 - 380km/h / 加速装置使用時 - 地中で減速せず
装備武装 - ライダー砲
スピードマスター
馬力 - 3万9000馬力 / 最高速度 - 720km/h / 加速装置使用時 - 900km/h
装備武装 - シンカイズスナイパーライフル×1

## スタッフ
- 監督 - 小池健
- 原作 - 石井克人
- クリエイティブディレクター - 石井克人
- 製作 - 二宮清隆
- 企画 - 丸山正雄
- エグゼクティブプロデューサー - 福島正浩
- プロデューサー - 吉田健太郎、小池由紀子
- アソシエイトプロデューサー - 木村大助
- 企画原案 - 石井克人、木村大助
- 構成 - 榎戸洋司
- 脚本 - 石井克人、榎戸洋司、櫻井圭記
- 絵コンテ・演出・作画監督 - 小池健
- キャラクター・マシン・バックグラウンドデザイン - 小池健
- メインキャラクター・マシン原案 - 石井克人
- バックグラウンドデザイン・プロップデザイン - 森山洋
- 絵コンテ協力・バックグラウンド原案 - 山本沙代
- 作画監督補佐 - 山田勝哉
- 動画検査 - 坂詰かよ
- 動画検査・補佐 - 寺田久美子、長命幸佳
- 色彩設計・色指定・検査 - 小針裕子
- 検査 - 佐藤祐子、一瀬美代子、濱岡幸治
- アートワーク - 小針裕子
- バックグラウンドエフェクト - 糸川敬子、入佐茅詠美
- 2D・テクスチャー - 森山洋
- 撮影監督 - 滝澤竜
- 特効 - 谷口久美子、荒畑歩美、糸川敬子、入佐茅詠美、イノイエシン、小林香織
- 編集 - 寺内聡、河西直樹（MADBOX）
- 音響監督 - 石井克人、清水洋史
- 音響効果 - 坂本典之、徳永義明
- フォーリー - 佐々木秀彰、成田明人
- 整音 - 丸井庸男
- 音楽 - ジェイムス下地
- 設定協力 - 山本健介
- アニメーションプロデューサー - 篠原昭、松尾亮一郎、諸澤昌男
- 制作デスク - 村山藍
- 制作進行 - 関山達也
- 制作事務 - 丸山宣子、木村愛弓、瀧真砂里
- 配給 - 東北新社
- 製作委員会（東北新社、マッドハウス）
- 支援 - 文化庁
- アニメーション制作 - マッドハウス
- 製作 - REDLINE委員会
- 宣伝 - KICCORIT、アルシネテラン

## 制作
作品の企画は公開の7年前にスタートした。きっかけは、石井がアメリカの片田舎に行った時に人々が映画を見るよりも車いじりに夢中であるのを見たことだった。そこで彼らにも見てもらえるようカーレースをテーマに選んだ。その頃、小池は別のプロジェクトに参加していたが、映画『PARTY7』オープニングやOVA『TRAVA FIST PLANET』など数々の作品で仕事をしてきた石井が木村大助プロデューサーと共に小池のところにアニメを作る話を持ってきた。持ち込まれた企画書には、宇宙のカーレースというコンセプトと、キャラクターが8組いてレースをするという程度のざっくりとしたストーリーしかなく、小池は設定を自由に決められる点に魅力を感じて参加を決めた。
小池にとって本作が初の長編アニメということもあり、石井は小池は普通のアニメーターではないのだから実写では描くことのできない大きな世界を観客に見せたいと考えた。そして脚本だけでなく、作中に登場するキャラクターや画面の質感、作品の空気感など細部にわたってアニメスタッフでは出てこない視点からアイデアを出し、小池の創作をサポートした。仕事の進め方は、まず小池が勝手に自分のやりたいものをどんどん描いて行き、それを石井が見て消化できればそのまま使い、できなければ変えるというやり方だった。石井はさらに音響監督も担当し、アニメでしかできない表現の映像に対して実写映画と同じ基準で音響制作に取り組んだ。主人公について、石井はまだ起用も決まっていない内から木村拓哉を想定したキャラクター像で脚本を当て書きした。
メインテーマは恋愛と友情とした。レースが舞台だが作品の軸はその2つで、主人公JPとヒロインのソノシー、JPと友情を持つフリスビー、この3人を丁寧に描こうとしたという。石井の原作は映画本編よりも長い物語だったが、主人公のJPの恋愛はしっかりと描きつつ他のキャラクターのエピソードを削った。その分、物語の軸がわかりやすくなっている。
演出と作画監督も兼任した小池は、本作でキャラクターも背景もアニメーターが描くというスタイルを取っている。影を両方ともブラックで統一したことで、小池が好きなアメリカン・コミックスのようなビジュアルになり、全ての画面がアメコミから切り取ってきたような絵で、かつそれが動いて見えるという印象を与えている。
2010年当時のアニメ映画制作の主流は、背景は専門のスタッフに任せて絵の密度を高めるというものだったが、小池は敢えて背景もすべてセルタッチで描くという時代と逆行するやり方をしている。背景だけでなく基本的に筆で描かれている部分は一切無く、鉛筆画で描いたものにセルと同じようなタッチで着色し、物によってはテクスチャを貼り込んだり撮影処理したりしている。
3DCG全盛の時代に背景までも手描きにこだわった2Dアニメーションによってコンピューターでは計算のできない「誤差」と「歪み」が生み出す刺激的な世界観を作り出そうとした。CGを全く使ってない時代のアナログな世界観を打ち出すために『キャノンボール』『スター・ウォーズ』『マッドマックス』『チキチキマシン猛レース』など70年代、80年代的なガジェットを数多く盛り込んでいる。
カーレースの映画ということでスピード感を出さなければならず、絵でそれを表現するために石井は様々な手法を用いている。

## 公開
2010年10月9日より全国公開。公開当時、約60館の劇場で公開され、興行収入1億円という成績を残した。
米サンフランシスコのBIZシアターで日本と同じ2010年10月9日（現地時間10月8日）にプレミア上映された後、2011年の年明けから全米公開された。
2021年に公開十周年を記念してリバイバル上映された。2月26日からアップリンク渋谷、吉祥寺、京都などで全国公開されたほか、台湾でも同時期に約15館での劇場公開が行われた。

## テレビ特番
- ANIMAX『創ったヒト』

ANIMAXで2010年9月4日と11日に特番放送。司会はケンドーコバヤシ、喜屋武ちあき。
- 公開直前映画『REDLINE』最速解剖!

2010年9月14日以降、ファミリー劇場、スター・チャンネル ハイビジョン、ザ・シネマ、スーパー!ドラマTVで特番放送。
- 『REDLINE』公開記念 映画監督「石井克人」の世界

ファミリー劇場で監督特集として『鮫肌男と桃尻女』『PARTY7』『TRAVA-FIST PLANET episode1』が放映。

## 映像ソフト
2011年8月10日にDVD/Blu-rayが発売された。また映画公開に先駆けて、本編冒頭クライマックスシーンを約9分間を収録した『ナビゲートDVD』が2010年9月22日より無料レンタルされた。

## 小説
牧野修によるノベライズ版が2010年8月25日にハヤカワ文庫JAより出版された。
- 『REDLINE』（2010年8月25日発行、ハヤカワ文庫JA）ISBN 978-4-1503-1006-6